# Alina Tuchtajewa
Alina Rustamowna Tuchtajewa (ros. Алина Рустамовна Тухтаева, ur. 15 sierpnia 2001 w Ałmaty) – kazachska skoczkini narciarska. Uczestniczka mistrzostw świata seniorów (2019) i juniorów (2019). Medalistka mistrzostw kraju w latach 2017–2019.

## Przebieg kariery
16 września 2017 roku po raz pierwszy zaliczyła występ na arenie międzynarodowej w zawodach FIS startując w zawodach FIS Cup w szwajcarskim Kanderstegu, w którym zajęła dwukrotnie trzydzieste ósme miejsce. Trzy dni później wystąpiła w ostatnim konkursie Pucharu Karpat rozgrywanym w Râșnovie plasując się na jedenastej pozycji. W kolejnych dwóch dniach zdobyła punkty do klasyfikacji generalnej pucharu FIS dwukrotnie zajmując miejsce na początku drugiej dziesiątki zawodów w zawodach rozgrywanych w Rumunii.
W połowie grudnia pojawiła się na starcie Pucharu Kontynentalnego w Notodden. Pierwszy konkurs ukończyła na miejscu w połowie trzeciej dziesiątki, a zaś dzień później ten wynik powtórzyła.
27 lipca 2018 roku wystąpiła w kwalifikacjach do konkursu Letniego Grand Prix w Hinterzarten, w których zajęła ostatnie, czterdzieste miejsce dające awans do konkursu głównego. W konkursie indywidualnym sklasyfikowana została na ostatnim miejscu w stawce. We wrześniu wystartowała w kolejnych zawodach letniego cyklu w Czajkowskim. Została zgłoszona do konkursu drużyn mieszanych, lecz w obu seriach została zdyskwalifikowana za nieprzepisową długość nart. Następnego dnia w jednoseryjnym konkursie indywidualnym uplasowała się na trzydziestym pierwszym miejscu straciwszy do miejsca wyżej nieco ponad osiem punktów.
W grudniu została zgłoszona do startu w Lillehammer Triple, turnieju, który inaugurował sezon Pucharu Świata, lecz nie pojawiła się na starcie żadnych z trzech kwalifikacji do konkursów głównych.
W połowie miesiąca wystąpiła w Pucharze Kontynentalnym w Notodden plasując się w pierwszej połowie trzeciej dziesiątki zawodów. W drugiej połowie stycznia 2019 roku wystąpiła w słoweńskiej Planicy, będąc dwukrotnie sklasyfikowaną pod koniec czwartej dziesiątki. Pod koniec lutego wystartowała w finałowych zawodach cyklu rozgrywanych w niemieckim Brotterode, gdzie dwa razy zajęła dwudziestą siódmą lokatę.
W styczniu wzięła udział w mistrzostwach świata juniorów odbywających się w Lahti. Konkurs indywidualny zakończył się dla niej miejscem w drugiej połowie piątej dziesiątki konkursu. Dwa dni później wystąpiła w konkursie drużynowym, gdzie wraz z Dajaną Piechą, Wieroniką Szyszkiną oraz Walentiną Sdierżykową zajęła dziesiąte, przedostatnie miejsce wyprzedzając tylko Amerykanki.
Miesiąc później wystartowała w seniorskich mistrzostwach świata w austriackim Seefeld. 26 lutego w konkursie drużynowym zajęła jedenaste miejsce, będąc autorką najsłabszej noty w swojej drużynie. Następnego dnia wystartowała w kwalifikacjach do konkursu indywidualnego, których nie zdołała przebrnąć, albowiem zajęła w nich pięćdziesiąte miejsce.

## Mistrzostwa świata
| Miejsce | Dzień     | Rok  | Miejscowość | Skocznia                   | Punkt K | HS     | Konkurs | Skok 1                  | Skok 2                  | Nota                    | Strata                  | Zwycięzca    |
| ------- | --------- | ---- | ----------- | -------------------------- | ------- | ------ | ------- | ----------------------- | ----------------------- | ----------------------- | ----------------------- | ------------ |
| 11.     | 26 lutego | 2019 | Seefeld     | Toni-Seelos-Olympiaschanze | K-99    | HS-109 | druż.   | 65,0 m                  | –                       | 207,8 pkt (32,4 pkt)    | 691,1 pkt               | Niemcy       |
| NQ      | 27 lutego | 2019 | Seefeld     | Toni-Seelos-Olympiaschanze | K-99    | HS-109 | ind.    | nie zakwalifikowała się | nie zakwalifikowała się | nie zakwalifikowała się | nie zakwalifikowała się | Maren Lundby |

## Mistrzostwa świata juniorów
| Miejsce | Dzień       | Rok  | Miejscowość | Skocznia     | Punkt K | HS     | Konkurs | Skok 1 | Skok 2 | Nota                 | Strata    | Zwycięzca      |
| ------- | ----------- | ---- | ----------- | ------------ | ------- | ------ | ------- | ------ | ------ | -------------------- | --------- | -------------- |
| 46.     | 24 stycznia | 2019 | Lahti       | Salpausselkä | K-90    | HS-100 | ind.    | 69,0 m | –      | 70,4 pkt             | 182,7 pkt | Anna Szpyniowa |
| 10.     | 26 stycznia | 2019 | Lahti       | Salpausselkä | K-90    | HS-100 | druż.   | 69,0 m | –      | 292,9 pkt (58,7 pkt) | 619,3 pkt | Rosja          |

## Puchar Świata

### Miejsca w poszczególnych konkursach Pucharu Świata
stan po zakończeniu sezonu 2020/2021
| Sezon 2018/2019                                                                                      |             |             |          |          |         |         |     |     |        |        |            |            |        |        |            |            |      |             |           |             |             |             |             |        |
| Lillehammer                                                                                          | Lillehammer | Lillehammer | Prémanon | Prémanon | Sapporo | Sapporo | Zaō | Zaō | Râșnov | Râșnov | Hinzenbach | Hinzenbach | Ljubno | Ljubno | Oberstdorf | Oberstdorf | Oslo | Lillehammer | Trondheim | Niżny Tagił | Niżny Tagił | Czajkowskij | Czajkowskij | punkty |
| - | -           | -           | -        | -        | -       | -       | -   | -   | -      | -      | -          | -          | -      | -      | -          | -          | -    | -           | -         | -           | -           | -           | -           | 0      |
| Legenda                                                                                              |             |             |          |          |         |         |     |     |        |        |            |            |        |        |            |            |      |             |           |             |             |             |             |        |
| 1 2 3 4-10 11-30 poniżej 30 q – zawodniczka nie zakwalifikowała się - – zawodniczka nie wystartowała |             |             |          |          |         |         |     |     |        |        |            |            |        |        |            |            |      |             |           |             |             |             |             |        |

## Letnie Grand Prix

### Miejsca w poszczególnych konkursach LGP
stan po zakończeniu LGP 2020
| 2018                                                                                                 |                  |                |                |                   |        |
| Hinterzarten 28.07                                                                                   | Courchevel 10.08 | Frenštát 17.08 | Frenštát 18.08 | Czajkowskij 09.09 | punkty |
| 40                                                                                                   | -                | -              | -              | 31                | 0      |
| Legenda                                                                                              |                  |                |                |                   |        |
| 1 2 3 4-10 11-30 poniżej 30 q – zawodniczka nie zakwalifikowała się - – zawodniczka nie wystartowała |                  |                |                |                   |        |

## Puchar Kontynentalny

### Miejsca w klasyfikacji generalnej
| Sezon     | Miejsce |
| --------- | ------- |
| 2017/2018 | 51.     |
| 2018/2019 | 42.     |

### Miejsca w poszczególnych konkursachPucharu Kontynentalnego
stan po zakończeniu sezonu 2020/2021
| Sezon 2017/2018                                              |          |         |         |            |            |        |
| Notodden                                                     | Notodden | Planica | Planica | Brotterode | Brotterode | punkty |
| 25                                                           | 25       | -       | -       | -          | -          | 12     |
| Sezon 2018/2019                                              |          |         |         |            |            |        |
| Notodden                                                     | Notodden | Planica | Planica | Brotterode | Brotterode | punkty |
| 23                                                           | 24       | 38      | 38      | 27         | 27         | 23     |
| Legenda                                                      |          |         |         |            |            |        |
| 1 2 3 4-10 11-30 poniżej 30 - – zawodniczka nie wystartowała |          |         |         |            |            |        |

## Letni Puchar Kontynentalny

### Miejsca w klasyfikacji generalnej
| Sezon | Miejsce |
| ----- | ------- |
| 2019  | 47.     |

### Miejsca w poszczególnych konkursachLetniego Pucharu Kontynentalnego
stan po zakończeniu sezonu letniego 2020
| 2018                                                         |             |         |         |             |        |        |        |        |        |        |   |   |   |   |   |   |   |   |   |   |
| Oslo                                                         | Oslo        | punkty  | punkty  | punkty      | punkty | punkty | punkty | punkty | punkty | punkty |   |   |   |   |   |   |   |   |   |   |
| 32                                                           | 36          | 0       | 0       | 0           | 0      | 0      | 0      | 0      | 0      | 0      | 0 | 0 | 0 | 0 | 0 | 0 | 0 | 0 | 0 | 0 |
| 2019                                                         |             |         |         |             |        |        |        |        |        |        |   |   |   |   |   |   |   |   |   |   |
| Szczuczyńsk                                                  | Szczuczyńsk | Szczyrk | Szczyrk | Lillehammer | Stams  | Stams  | punkty |        |        |        |   |   |   |   |   |   |   |   |   |   |
| 14                                                           | 14          | -       | -       | -           | -      | -      | 36     |        |        |        |   |   |   |   |   |   |   |   |   |   |
| Legenda                                                      |             |         |         |             |        |        |        |        |        |        |   |   |   |   |   |   |   |   |   |   |
| 1 2 3 4-10 11-30 poniżej 30 - − zawodniczka nie wystartowała |             |         |         |             |        |        |        |        |        |        |   |   |   |   |   |   |   |   |   |   |

## FIS Cup

### Miejsca w klasyfikacji generalnej
| Sezon     | Miejsce |
| --------- | ------- |
| 2017/2018 | 59.     |
| 2019/2020 | 69.     |

### Miejsca w poszczególnych konkursachFIS Cup
stan po zakończeniu sezonu 2020/2021
| Sezon 2017/2018                                              |         |             |             |        |        |          |          |           |           |                |                |           |           |         |         |        |        |        |        |        |        |        |        |        |        |        |        |        |        |        |        |
| Villach                                                      | Villach | Kandersteg  | Kandersteg  | Râșnov | Râșnov | Whistler | Whistler | Rastbüchl | Rastbüchl | Villach        | Villach        | Falun     | punkty    | punkty  | punkty  | punkty | punkty | punkty | punkty | punkty | punkty | punkty | punkty | punkty | punkty | punkty | punkty | punkty | punkty | punkty | punkty |
| -                                                            | -       | 38          | 38          | 12     | 12     | -        | -        | -         | -         | -              | -              | -         | 44        | 44      | 44      | 44     | 44     | 44     | 44     | 44     | 44     | 44     | 44     | 44     | 44     | 44     | 44     | 44     | 44     | 44     | 44     |
| Sezon 2019/2020                                              |         |             |             |        |        |          |          |           |           |                |                |           |           |         |         |        |        |        |        |        |        |        |        |        |        |        |        |        |        |        |        |
| Szczyrk                                                      | Szczyrk | Szczuczyńsk | Szczuczyńsk | Ljubno | Ljubno | Râșnov   | Râșnov   | Villach   | Villach   | Oberwiesenthal | Oberwiesenthal | Rastbüchl | Rastbüchl | Villach | Villach | punkty |        |        |        |        |        |        |        |        |        |        |        |        |        |        |        |
| -                                                            | -       | 14          | 11          | -      | -      | -        | -        | -         | -         | -              | -              | -         | -         | -       | -       | 42     |        |        |        |        |        |        |        |        |        |        |        |        |        |        |        |
| Legenda                                                      |         |             |             |        |        |          |          |           |           |                |                |           |           |         |         |        |        |        |        |        |        |        |        |        |        |        |        |        |        |        |        |
| 1 2 3 4-10 11-30 poniżej 30 - − zawodniczka nie wystartowała |         |             |             |        |        |          |          |           |           |                |                |           |           |         |         |        |        |        |        |        |        |        |        |        |        |        |        |        |        |        |        |